# ساموئل تی. کوهن
ساموئل تی. کوهن (انگلیسی: Samuel T. Cohen؛ زاده ۲۵ ژانویهٔ ۱۹۲۱ درگذشته ۲۸ نوامبر ۲۰۱۰) یک فیزیک‌دان اهل ایالات متحده آمریکا بود.